# Asmera
Asmera (tigrinja: ኣስመራ?, u značenju „One ih ujedinile”; arapski: أسمرة‎‎) ili Asmara je glavni grad i najveće naselje Eritreje. U širem gradskom području živi oko 1,3 milijuna stanovnika. Kao „izvanredan primjer ranog modernističkog urbanizma na početku 20. stoljeća”, Asmera je 2017. godine upisana na UNESCO-ov popis mjesta svjetske baštine u Africi

## Zemljopisne odlike
Asmera leži na visini od 2340 m, na vrhu litice koja razdvaja eritrejsku visoravan od Velike rasjedne doline u susjednoj Etiopiji. Zemlja oko Asmere je jako plodna, osobito na jugu gdje graniči s eritrejskom regijom Debub, dok na istoku graniči s eritrejskim slanim platoima koje se pružaju do Crvenog mora. Na zapadu je poluaridno brdovito područje koje se pruža preko granice u Sudan. No zbog sušnih razdoblja plodno tlo Asmere je sve siromašnije hranjivim tvarima, što dovodi do sječe šume kako bi se iskoristilo tlo bivših šuma za poljoprivredu. To naposljetku dovodi do prevelike sječe šuma i dezertifikacije tla, ali i erozija i pretjerane ispaše.
Klima u gradu je stepska s toplim ljetima i blagim zimama, te s kišnim (lipanj-rujan i ožujak-travanj) i sušnim razdobljima.
Grad je u središtu eritrejske regije Maekel i podijeljen je na 13 upravnih područja: Acria, Abbashaul, Edaga Hamus, Arbaete Asmara, Mai Temenai, Paradizo, Sembel, Godaif, Maekel Ketema or Downtown, Tiravolo, Gejeret, Tsetserat i Gheza Banda.

## Povijest
Prema tigrinjskoj usmenoj predaji na području Asmere obitavala su četiri klana: Gurtom, Shelele, Serenser i Asmae. Kako su bili pod stalnim napadajima plemena iz doline, seoske žene su odlučile ujediniti klanove protiv zajedničkih neprijatelja. Muškarci su prihvatili i otuda naziv zajedničkog grada Arbate Asmera, što na tigrinjskom znači „četiri (ženska množina) su ih ujedinile”. Naposljetku je Arbate izostavljeno i ime grada je ostao Asmera što znači „One ih ujedinile”. Arheološko nalazište u četvrti Sembel ima nalaze iz predaksumskog razdoblja (800. – 400. pr. Kr.). Kroz povijest gradom je vladalo Aksumsko carstvo, Bizant, Omejidi, Bedže i Otomansko carstvo.
God. 1751. misionar Remedius Prutky je prolazio kroz Asmeru i naveo je kako je u gradu postojala isusovačka crkva izgrađena nekih 130 godina prije.
Godine 1889. okupirala ju je Italija, a od 1897. godine je glavni grad kolonije Eritreje zamijenivši grad-luku Massawu. Talijani su od 1887. do 1911. godine izgradili eritrejsku željeznicu koja je spajala gradove Massawu i Asmaru. God. 1913. i 1915. grad su oštetila dva zemljotresa
Od 1936. do 1941. glavni je grad talijanske pokrajine Eritreje. Do 1939., prema popisu stanovništva, u gradu je živjelo već 98.000 stanovnika od kojih su 53.000 bili Talijani. Kako je u cijeloj Eritreji bilo oko 75.000 Talijana, Asmera je bila njihovo glavno središte. Talijani su 1930-ih u gradnji eksperimentirali s novim i radikalnim dizajnima građevina, te je grad poprimio modernistički izgled i prozvan je Piccola Roma („Mali Rim”).
Godine 1941. zauzeli su ju Britanci, koji je drže do 15. rujna 1952., kada je odlukom Generalne skupštine UN 2. prosinca 1950. predana Etiopiji. Kada je 1961. godine eritrejska autonomija unutar Etiopije, gdje su već bile smještene vojne snage, jednostrano ukinuta, započeo je Eritrejski rat za nezavisnost koji je trajao do svibnja 1991. i koji je bio najduži rat u povijesti Afrike. Proglašenjem neovisnosti Eritreje, Asmera, koja je bila gotovo nedirnuta jer su sukobi uglavnom bili na brdima, postaje glavnim gradom države.

## Znamenitosti
Asmera je najpoznatija po modernoj arhitekturi koja uglavnom potječe iz vremena talijanskog kolonijalizma
Poslije 1935. godine grad je doživio veliku izgradnju po talijanskom racionalističkom planu, kada su većinom izgrađene upravne (kao što je Predsjednička palača), stambene i gospodarske zgrade, ali i mnoge crkve, džamije, sinagoge, kina, hoteli i dr. U gradu se danas razlikuje nekoliko urbanističkih faza od 1893. do 1941., ali i starosjedilačke neplanirane četvrti Arbate Asmera i Abbashawel. Tako grad predstavlja jedinstven primjer ranog modernog urbanizma 20. stoljeća, primijenjenog u afričkom kontekstu.
- Neoklasicistička Predsjednička palača (Asmara)
- Neoromanička Crkva Gospe od Ružarija iz 1923.
- Art Deco Cinema Impero iz 1937.
- Futuristička zgrada Fiat Tagliero iz 1938.
- Racionalistička zgrada

## Religija
U gradu je prisutno više vjera i stanovništvo se uglavnom deklarira pripadnicima triju vjera: eritrejska pravoslavna tevahedo Crkva (53%), sunizam (28%) i rimokatolicizam (19%). Od vjerskih objekata najvažniji su: katoličke Crkva Gospe od Ružarija i katedrala Kidane Mehret, eritrejska pravoslavna tevahedo crkva, grčka pravoslavna Crkva sv. Jurja i džamija Al Khulafa Al Rashiudin. Asmerska sinagoga je jedini dokaz negdašnjeg židovskog stanovništva Asmere.

## Gospodarstvo
U Asmeri je razvijena industrija cementa, porculana, stakla, proizvodnja kave, potaše, soli, bojila, tekstila, obuće i dr. Željezničkom prugom povezana je s lukom Massawa (Crveno more), te gradovima Keren i Agordat u unutrašnjosti.